# روبرت إيوان
روبرت إيوان (بالرومانية: Robert Ion)‏ هو لاعب كرة قدم روماني، ولد في 5 سبتمبر 2000 في بوخارست في رومانيا. لعب مع نادي ستيوا بوخارست.

## وصلات خارجية
- روبرت إيوان على موقع قاعدة بيانات كرة القدم.إي يو (الإنجليزية)
- روبرت إيوان على موقع Soccerway.com (الإنجليزية)